# Emiliano Purita
Emiliano Purita (Buenos Aires, Argentina; 25 de marzo de 1997), es un futbolista argentino naturalizado italiano que se desempeña como lateral derecho en Arsenal de Sarandí, de la Primera Nacional.

## Trayectoria

### San Lorenzo/Arsenal
Surgió de las divisiones inferiores de San Lorenzo de Almagro. El 30 de octubre de 2016 estuvo por primera vez en el banco de suplentes azulgrana. Desafortunadamente sufrió una lesión ligamentaria y fue relegado siendo cedido al equipo comandado por Humberto Grondona, Arsenal de Sarandí para disputar la permanencia en primera división en la Superliga 2017/2018. Debutó profesionalmente en Arsenal el 23 de septiembre de 2017 al ingresar por Ramiro Carrera, partido que terminaría en derrota 0-1 para el arse contra Temperley.
El 5 de mayo de 2018 convertiría su primer gol en primera división contra Rosario Central, y el cuarto y último a favor de Arsenal en ese partido que finalmente se impuso el viaducto por 4 a 0, en la penúltima fecha de la Superliga 2017/2018. Arsenal perdería la categoría.
Formó parte de la Selección sub-20 de Argentina que participó en el Torneo internacional de fútbol sub-20 de la Alcudia, en Valencia, España.

### San Martín de Tucumán
Llegó al Ciruja proveniente de San Lorenzo de Almagro a mediados del 2018 a préstamo por un año, para así formar parte del equipo tucumano y disputar la Superliga Argentina de fútbol 2018/19. Al finalizar el préstamo con el club tucumano, vuelve al Ciclón donde no es tenido en cuenta y decide firmar nuevamente con San Martín como jugador libre.
El 20 de octubre y por la fecha 10 del campeonato de Primera B Nacional, Purita anotaría su primer gol en el combinado tucumano contra Atlético de Rafaela, capturando un rebote en la medialuna y con un potente disparo desde afuera del área. Ese partido terminaría con goleada por 3-0 a favor del "santo". El 2 de diciembre de 2019 marcó su segundo gol entrando al área, enganchando y rematando de zurda para liquidar el encuentro que terminaría en favor de los tucumanos por tres tantos contra cero frente a Gimnasia de Mendoza por la fecha 15. Tres fechas más tarde, en un encuentro clave contra su más inmediato perseguidor, Sarmiento de Junín, Purita marcaría con un tiro colocado el segundo y último gol del encuentro sobre la hora. Dicha disputa terminó a favor del ciruja por 2 a 0.

## Estadísticas

### Clubes
Actualizado hasta su último partido disputado el 27 de octubre de 2024.
| Club                         | Div.          | Temporada     | Liga  | Liga  | Liga   | Copas nacionales | Copas nacionales | Copas nacionales | Torneos internacionales | Torneos internacionales | Torneos internacionales | Total | Total | Total  |
| Club                         | Div.          | Temporada     | Part. | Goles | Asist. | Part.            | Goles            | Asist.           | Part.                   | Goles                   | Asist.                  | Part. | Goles | Asist. |
| ---------------------------- | ------------- | ------------- | ----- | ----- | ------ | ---------------- | ---------------- | ---------------- | ----------------------- | ----------------------- | ----------------------- | ----- | ----- | ------ |
| Arsenal de Sarandí Argentina | 1.ª           | 2017-18       | 19    | 1     | 3      | —                | —                | —                | —                       | —                       | —                       | 19    | 1     | 3      |
| San Martín (T) Argentina     | 1.ª           | 2018-19       | 16    | 0     | 1      | 2                | 0                | 0                | —                       | —                       | —                       | 18    | 0     | 1      |
| San Martín (T) Argentina     | 2.ª           | 2019-20       | 13    | 3     | 0      | —                | —                | —                | —                       | —                       | —                       | 13    | 3     | 0      |
| San Martín (T) Argentina     | 2.ª           | 2020          | 8     | 0     | 0      | —                | —                | —                | —                       | —                       | —                       | 8     | 0     | 0      |
| San Martín (T) Argentina     | 2.ª           | 2021          | 5     | 0     | 0      | —                | —                | —                | —                       | —                       | —                       | 5     | 0     | 0      |
| San Martín (T) Argentina     | Total club    | Total club    | 42    | 3     | 1      | 2                | 0                | 0                | 0                       | 0                       | 0                       | 44    | 3     | 1      |
| Volos N. F. C. · Grecia      | 1.ª           | 2021-22       | 20    | 0     | 2      | 1                | 0                | 0                | —                       | —                       | —                       | 21    | 0     | 2      |
| Volos N. F. C. · Grecia      | Total club    | Total club    | 20    | 0     | 2      | 1                | 0                | 0                | 0                       | 0                       | 0                       | 21    | 0     | 2      |
| S. C. Dnipro-1 · Ucrania     | 1.ª           | 2022-23       | —     | —     | —      | —                | —                | —                | 1                       | 0                       | 0                       | 1     | 0     | 0      |
| S. C. Dnipro-1 · Ucrania     | 1.ª           | 2023-24       | 7     | 0     | 1      | 1                | 0                | 0                | —                       | —                       | —                       | 8     | 0     | 1      |
| S. C. Dnipro-1 · Ucrania     | Total club    | Total club    | 7     | 0     | 1      | 1                | 0                | 0                | 1                       | 0                       | 0                       | 9     | 0     | 1      |
| C. A. Patronato Argentina    | 2.ª           | 2024          | 25    | 0     | 2      | —                | —                | —                | —                       | —                       | —                       | 25    | 0     | 2      |
| C. A. Patronato Argentina    | Total club    | Total club    | 25    | 0     | 2      | 0                | 0                | 0                | 0                       | 0                       | 0                       | 25    | 0     | 2      |
| Arsenal de Sarandí Argentina | 2.ª           | 2025          | 0     | 0     | 0      | —                | —                | —                | —                       | —                       | —                       | 0     | 0     | 0      |
| Arsenal de Sarandí Argentina | Total club    | Total club    | 19    | 1     | 3      | 0                | 0                | 0                | 0                       | 0                       | 0                       | 19    | 1     | 3      |
| Total carrera                | Total carrera | Total carrera | 113   | 4     | 9      | 4                | 0                | 0                | 1                       | 0                       | 0                       | 118   | 4     | 9      |
| 1. 2. 3.                     |               |               |       |       |        |                  |                  |                  |                         |                         |                         |       |       |        |

## Vida personal
Además de jugar al fútbol, Purita realiza estudios superiores en la carrera de Kinesiología.